# Шумиха
Шумиха (рус. Шумиха) град је у Русији у Курганској области.

## Становништво
| 1939.  | 1959.  | 1970.  | 1979.  | 1989.  | 2002.  | 2010.  |
| ------ | ------ | ------ | ------ | ------ | ------ | ------ |
| 13.083 | 19.421 | 20.550 | 21.254 | 21.984 | 19.083 | 17.819 |